# Pixel Strike 3D
『Pixel Strike 3D』は、Vulcron開発のFPS:ファースト・パーソン・シューティング(一人称視点)対戦ゲーム。
対応プラットフォームは、Windows、iPhone、androidなど。

## 概要
既存の武器で相手と戦うという基本的なシューティングゲームだが、以下のような特徴がある。
- 精密な三次元モデルを使用しておらず、動作が軽い。そのため、低スペックなPCでも満足して遊ぶことができる。
- 従来のオンラインシューティングゲームとは異なり、Minecraftのようなモデルのプレイヤーであるため、比較的攻撃が当てやすく、また被弾しやすい(特に頭。)。そのため、すぐに決着がつきやすいといった特徴があるが、全ユーザーはこのモデルしか使用できないため、ヒットボックス(当たり判定)による差が生じにくいフェアな戦いが実現できる。ただし、モデルのスキンは自由に制作できるため、戦う場所によっては視認のしにくさなどの差は生じる(例えば、暗闇などでは真っ黒なスキンが優位に戦える)。
- どのプレイヤーも視界に入っていれば頭上にアカウント名が表示される。ゲームモードで表示の仕方が変わる。Free For All などの個人戦では白字で表示され、Team Death Matchなどのチーム戦では味方は緑色、敵は赤色で表示される(ただし、味方の場合に限り視界に入っていなくてもどこにいるかが緑色の点で表示される。)。

## 基本的な設定
プレイヤーは、初ログイン時から三個のロードアウトと六種類の武器と二種類のパーク(特殊効果)を所持している。この武器は主にFree For All、Party MixのClassicなどで使うことになる。プレイヤーが最初から所持している武器は、アサルトライフルであるSpecial Force Rifle、スナイパーライフルであるMarksman Rifle、サブマシンガンであるMP5K、拳銃であるPistol、近接武器であるAxe、投擲物であるFlag Grenade、ホローポイントパーク(ダメージ増加)　、ラッキーダイスである。　　　　　　　　　　　　　
武器は、レベルが上がったり、バトルでキルポイントを稼ぐことによってコイン(ゲーム内通貨)を貯め、そのコインで購入したりすることによって種類が増えていく。
プレイヤースキンは、コインやクレジットを消費することで制作することができる。
その他装飾品は、コインやクレジットを使用しての購入、シーズンサービスによって得ることができる。
プレイヤーそれぞれにはプレイヤーランクシステムが備わっており、レベルが60に到達するごとに一ランク上がるシステムとなっている。このランクシステムは、他プレイヤーに経歴を示すことができ、高ければ高いほど古参ということになる。プレイヤーレベルは、敵をキルすることで得られる経験値によってのみあげることができる。
被弾時のダメージは、当たった部位によって変わってくる。頭部に当たった場合は、1.5倍になり、手足の場合は0.5倍になる。なお、使用する武器の違いによって倍率が変わることはない。また、HPが40％以下になると、視界不良、聴覚不良が現れる。このうち、聴覚不良はHPが低くなるほど進行する。

## 武器・アイテム類
Pixel Strike 3Dでの武器は、主に以下の項目に分けられる。

### Pistol(拳銃類)
ピストル類に分けられる武器は、標準的な拳銃(G-17など)や、一発の威力が高いが、装弾数に劣るマグナム(デザートイーグルなど)、連射力にたけるが反動が強いマシンピストル(G-18など)などである。なお、ピストル類はサブスロットに収められることが多い。
SMG(Sub Machine Gun、サブマシンガン類)
サブマシンガン類に分けられる武器は、MP5KやVectorなどリロードが速くて取り回しの良い武器である。
LMG(Light Machine Gun、ライトマシンガン類)
ライトマシンガン類に分けられる武器は、M60などの弾数が非常に多い武器などである。リロード速度が遅い。
AR(Assault Rifle、アサルトライフル類)
アサルトライフル類に分けられる武器は、AK47やBattle rifulなど。ゲームの仕様上、SMGと性能的には大差ない。ただし、Flozen sniperなどといったスナイパースコープが装着された特殊なものもある。
SR(Sniper Rifle、スナイパーライフル類)
スナイパーライフル類に分けられる武器は、Marksman Rifulや50CAL、AWPなど。一発の威力が非常に高く、腰うち時の散弾率がひどいといった特徴がある。性質上、アタッチメントはほとんど付けられない(ホロサイトがスナイパースコープに固定されている)。
SG(Shot Gun、ショットガン類)
ショットガン類に分けられる武器は、Striker、Trench Gunなど。弾が散乱し、対象に命中しやすいのが特徴。
Melee(近接武器類)
近接武器に分けられる武器は、Tactical Knife、 Katanaなど。リーチが短く、主力武器には適さない。
近接武器は持つと移動速度が速くなるものが多く、移動速度が速くなるLightweightと合わせると異次元のスピードで走れるため、銃を持った相手にも狭くて壁が多い場所なら優位を取れる。
Grenade(投擲物類)
投擲物類に分けられる武器は、Flag Grenade、RPGなどがある。中でも、RPGは凶悪な威力を誇っており、着弾点の中央にいればまず即死する。ただし、投擲物は唯一使用者にもダメージを与える武器でもあるため、爆発に巻き込まれる場合もある。また、爆風は壁などの障害物を貫通してプレイヤーにダメージを与えることができる。

#### アイテム類
Pixel Strike 3Dにて実装されているアイテムは、以下の二つである。
弾薬
黄土色の箱の形をしたアイテム。触れると自動的に使用され、それぞれの武器の最大限持てる弾の数まで弾薬を補給することができる。亜種として白色の弾丸が3本並んだものがあるが、効果は同じである。
HPリカバリー
赤色の十字の形をしたアイテム。触れると自動的に使用され、不足分のすべてのHPを回復できる。

#### 特殊な武器
water gun
いわゆるネタ武器として実装されているもの。飛距離が非常に短く、障害物貫通の範囲攻撃が可能という特徴をもつ。その射程は近接武器であるTactical Knifeに劣る程である。ちなみに爆発物を除く全ての武器のなかで唯一壁を貫通できる武器である。
武器とは言えないが、個人戦系のゲーム中に特定数以上のキルを獲得したプレイヤーが現れると、そのプレイヤーに核爆弾投下コマンドが与えられる。使用すると、そのタイミングでゲームを強制終了させることができる。

## ゲームモード
Pixel Strike 3Dにて実装されているゲームモードは、以下の通り。
Free For All
自分のロードアウトで戦う個人戦。本ゲームにて実装されているマップは小さいものが多いため、接敵する機会は非常に多く、プレイ時間のほとんどを戦闘に有す。このモードはキルすることが最大の目標であり、何度死亡しても復活することができる。
Team Deathmatch
自分のロードアウトを使用し、二つのチームに分かれて戦績を競い合う団体戦。味方同士の弾は貫通し、ダメージは加えられない。
Training
ボットを使って練習できるモード。自分以外がすべてコンピューターなのを除いて、Free For Allとルールは変わらない。

Party Mix
様々なミニゲームが楽しめるモード。実装ミニゲームは以下の通り(代表例)。
FFA Sniper
free for allのスナイパーライフル限定戦。体力は10に固定されており、どの部位に当たっても確実にキルできるのが特徴。
Mosh Pit
リスポーンするたびに武器がランダムに変更されるシステムのゲーム。運の要素が強い。
Vip Escort
警官とテロリストに分かれ、警官はHPの多いプレイヤーを守り、テロリストはそのプレイヤーをキルするといった内容のゲーム。HPの多いプレイヤーは、1000HPに設定されている。